# Talal Al-Khaibari
Talal Ahmad Al-Khaibari (in arabo طلال الخيبري‎?; 9 gennaio 1977) è un ex calciatore saudita, di ruolo centrocampista.

## Carriera

### Club
Ha cominciato a giocare all'Al-Ahli. Ha militato fino al 2010 all'Al-Wahda. Nel 2010 è stato acquistato dall'Al-Qadisiya, con cui ha concluso la propria carriera nel 2014.

### Nazionale
Ha debuttato in Nazionale il 24 giugno 2007, nell'amichevole Emirati Arabi Uniti-Arabia Saudita (0–2). Ha partecipato, con la Nazionale, alla Coppa d'Asia 2007. Ha collezionato in totale, con la maglia della Nazionale, 6 presenze.